# Rodasviejas
Rodasviejas es una localidad perteneciente al municipio de Aldehuela de la Bóveda, en la provincia de Salamanca, comunidad autónoma de Castilla y León, España. En 2018 contaba con 30 habitantes.